# Duilian

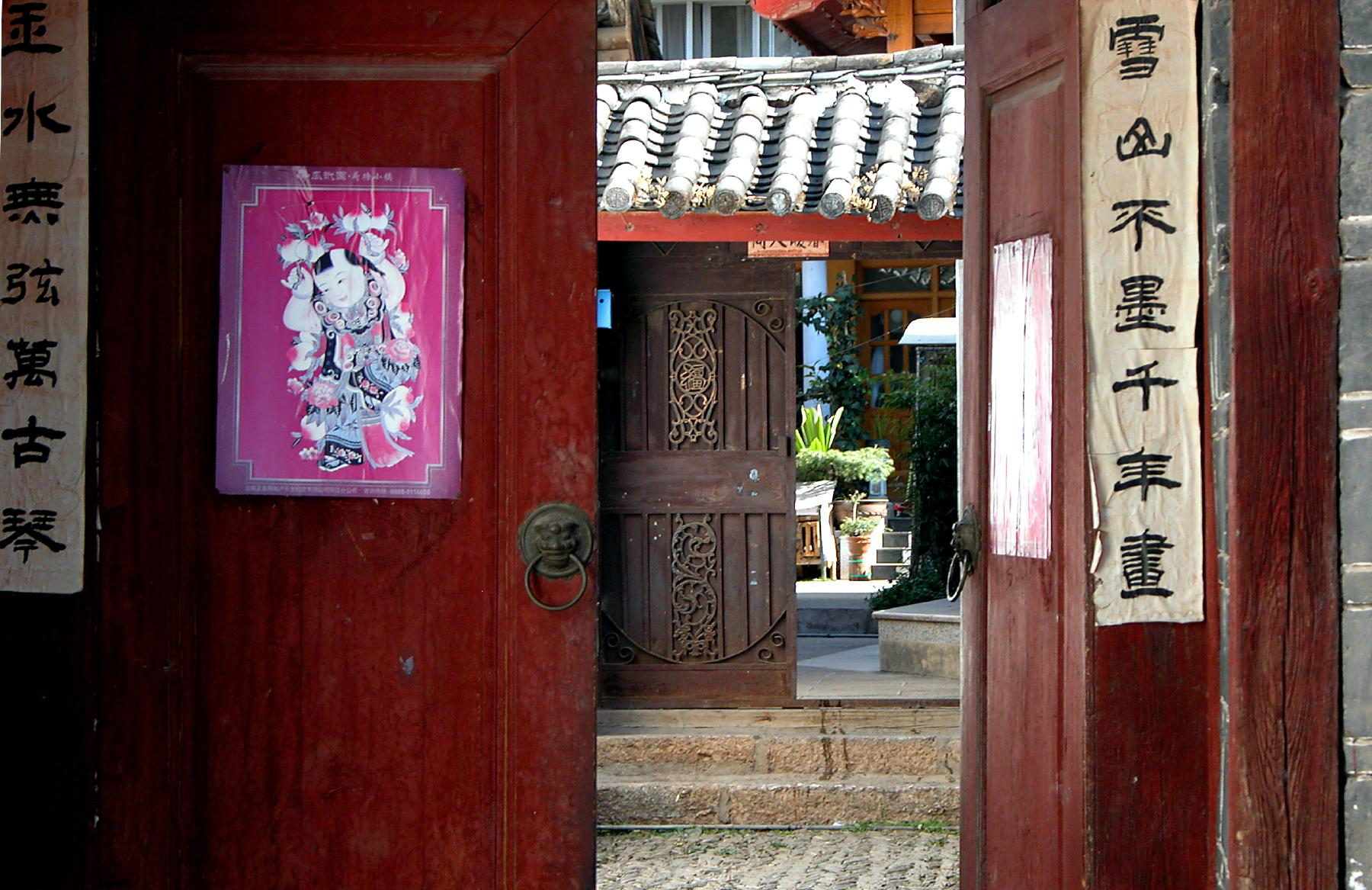
Duilian du Nouvel An chinois peint à la main

En poésie chinoise, un duilian (chinois simplifié : 对联 ; chinois traditionnel : 對聯; translittéré: duìlián) ou couplet antithétique est une paire de lignes poétiques calligraphiée sur une bande de tissu ou de papier affichés, habituellement, sur les montants des portes d'entrée des maisons. Le duilian idéal se compose de peu de mots et est porteur d'un sens profond.

## Galerie

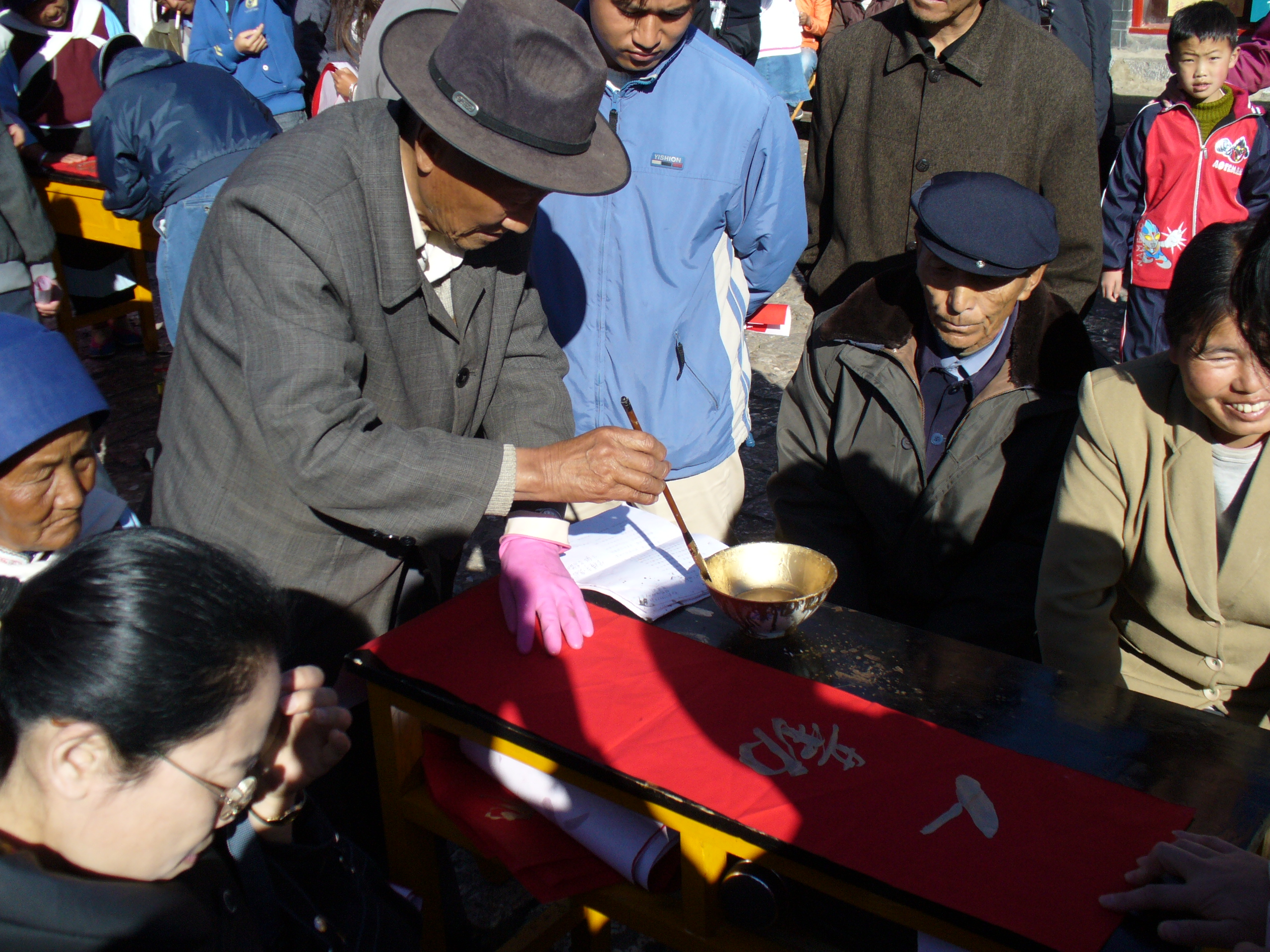
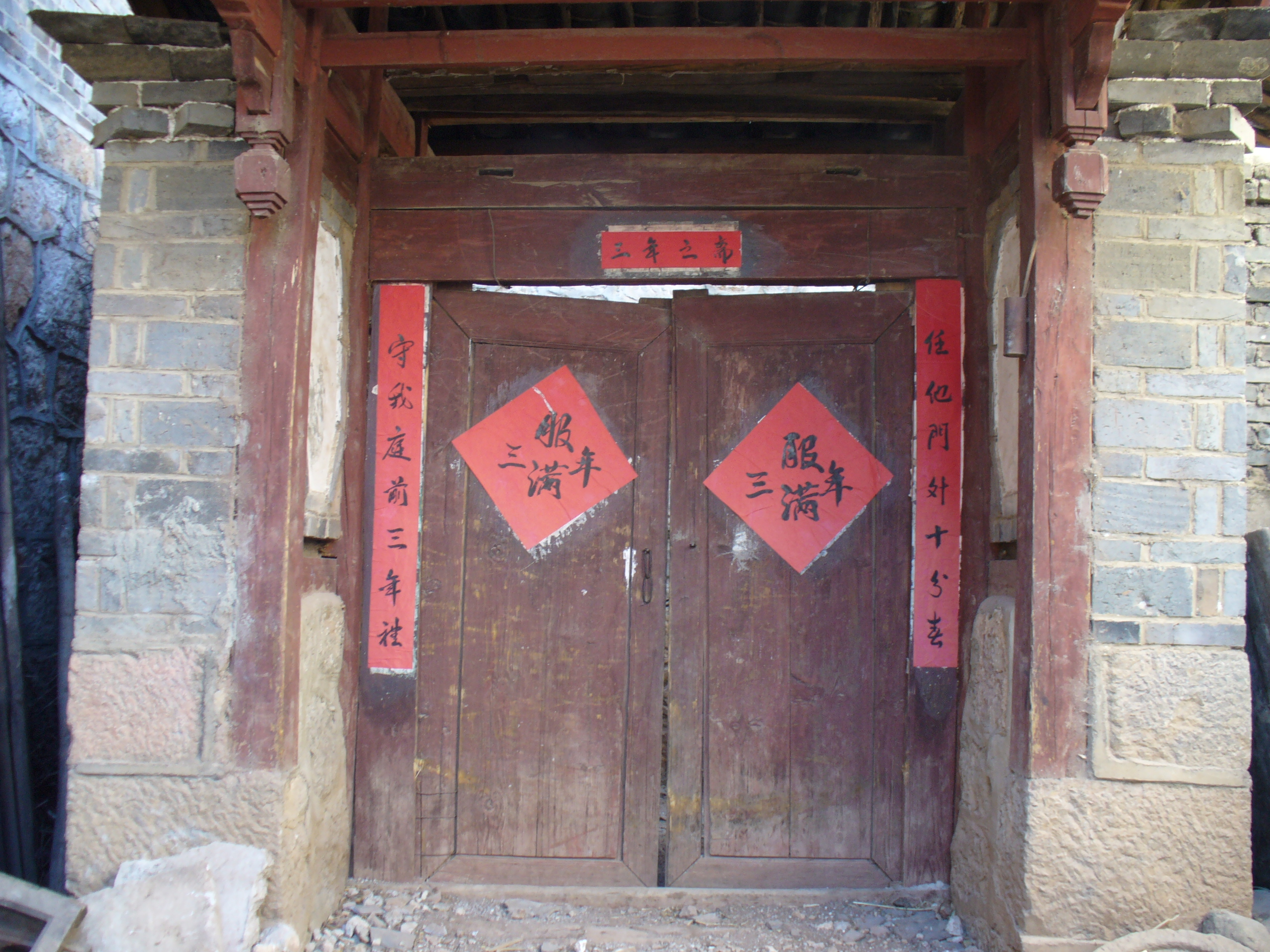
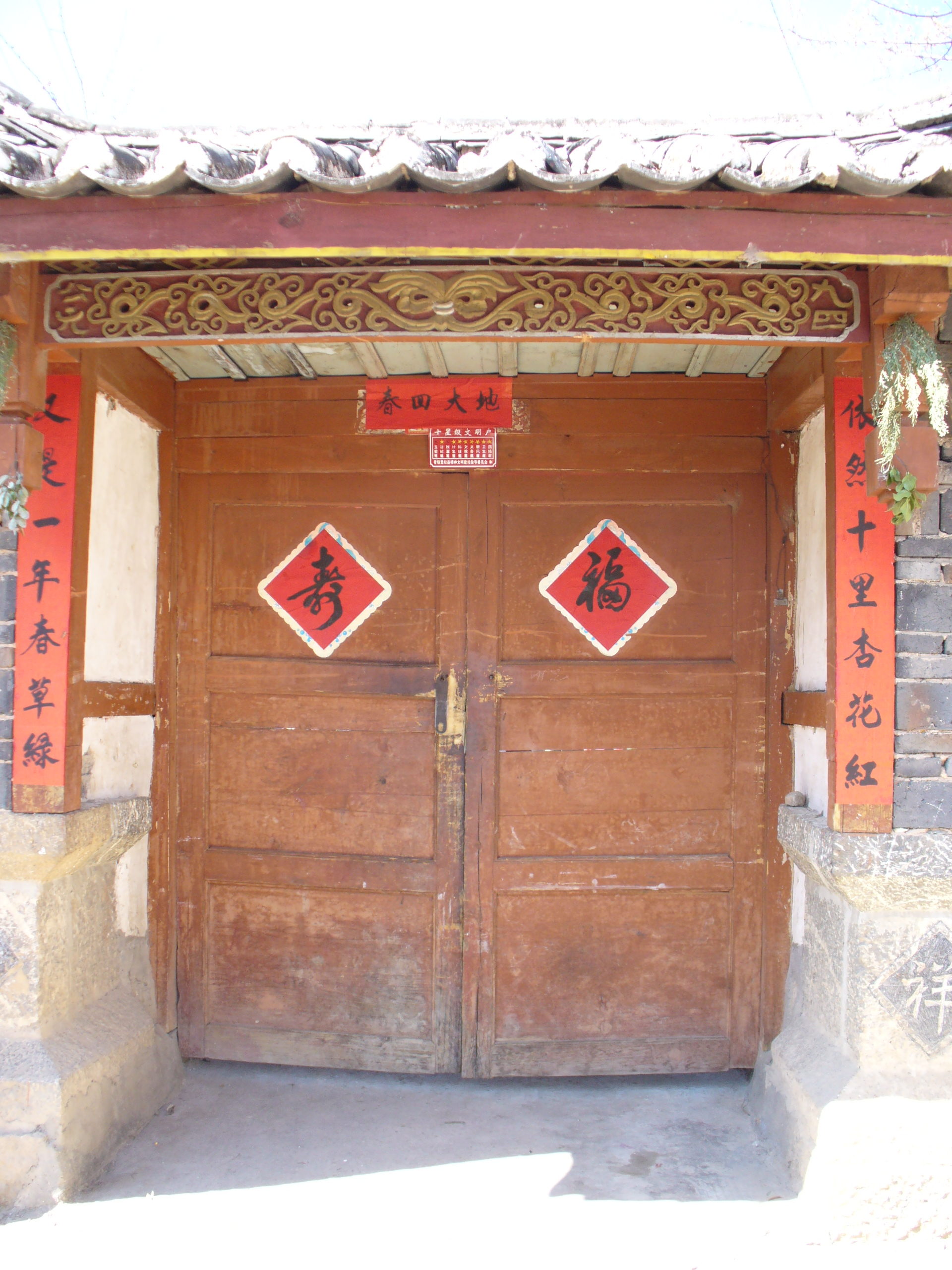
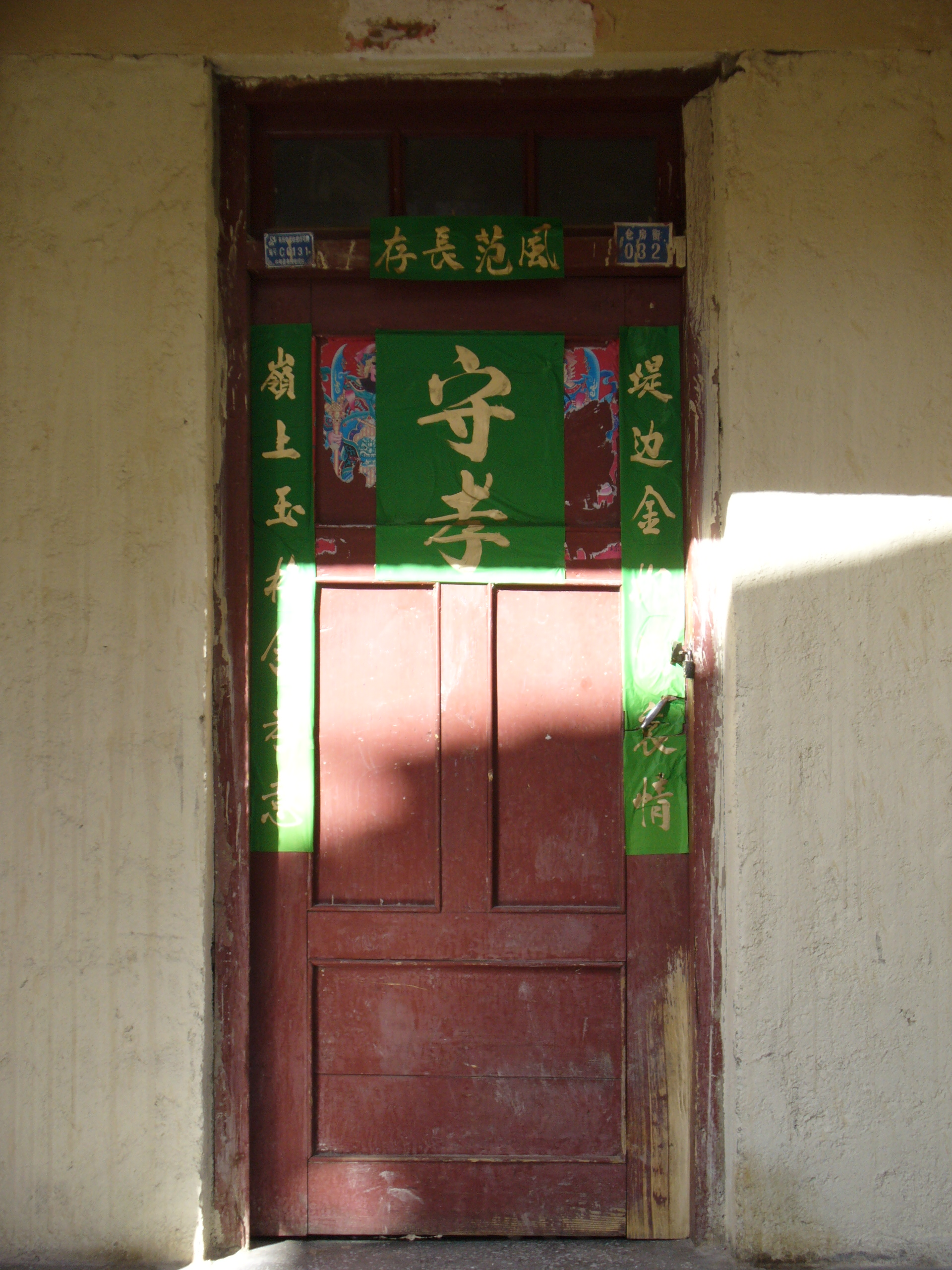
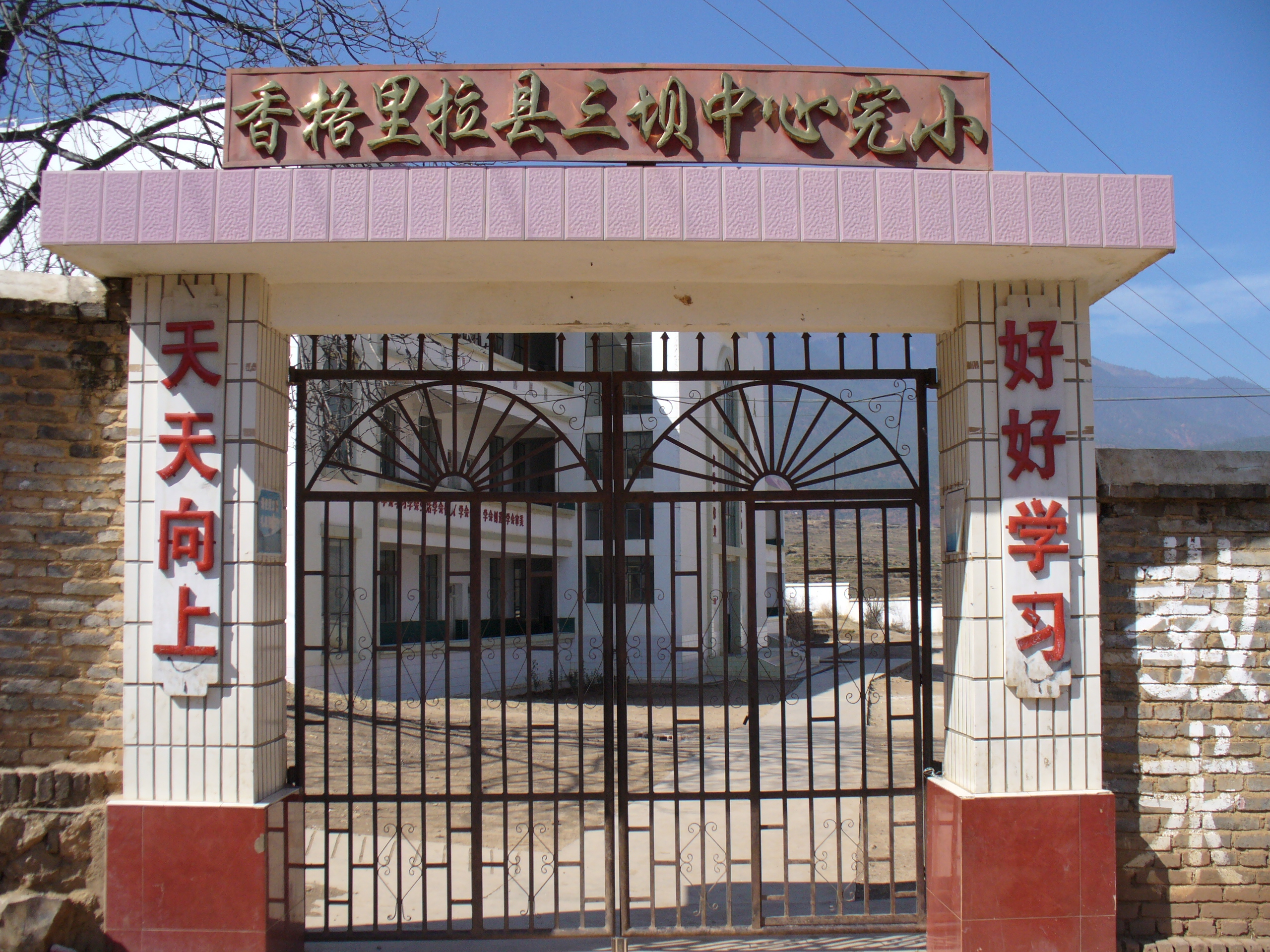